# 리오 (영화)
리오(영어: Rio) 혹은 리오 더 무비는 브라질의 도시 리우데자네이루를 배경으로 한 미국의 3D 애니메이션 영화이다. 블루 스카이 스튜디오가 제작했으며 앵그리버드 리오 게임과 동시 기획되었다.

## 등장 인물
- 블루 - 제시 아이젠버그(송중기)
- 쥬엘 - 앤 해서웨이(박보영)
- 린다 - 은미
- 툴리오 - 최원형
- 페드로 - 이장원
- 니코 - 류다무현
- 라파엘(랄피) - 이봉준
- 마르셀 - 김준
- 에바 -
- 나이젤 - 박조호
- 페르난도 -
- 마르셀 - 박건태